# Ardita Ausonia FC
Ardita Ausonia FC – włoski klub piłkarski, mający swoją siedzibę w mieście Mediolan, na północy kraju, działający w latach 1905–1912 i 1921–1925.

## Historia
Chronologia nazw:
- 4.06.1905: Ausonia FC
- 7.01.1912: klub rozwiązano – po fuzji z Società Sportiva Pro Gorla
- 1921: Ardita Ausonia FC – po fuzji z Ardita FC
- 1924: klub rozwiązano

Piłkarski klub Ausonia FC został założony w Mediolanie 4 czerwca 1905 roku przez fabrykę produkującą samochody elektryczne. W 1905 przystąpił do Włoskiej Federacji Futbolu (wł. F.I.G.C.) W sezonie 1909/10 klub bez żadnych eliminacji został zakwalifikowany do rozgrywek na najwyższym poziomie. Debiutowy sezon zakończył na ostatniej 9.pozycji i spadł do Seconda Categoria, jednak zrezygnował z dalszych występów z powodu problemów finansowych.
7 stycznia 1912 odbyła się fuzja z klubem wielosekcyjnym Società Sportiva Pro Gorla, który chciał mieć również sekcję piłkarską. Klub przyjął nazwę Ausonia Pro Gorla oraz barwy Pro Gorla (białe i niebieskie koszulki w pionowe paski) grając swoje mecze w komunie Gorla, najprawdopodobniej na boisku przy Via Asiago, gdzie dziś stoi oratorium kościoła. 
W 1921 członkowie nieistniejącej już sekcji piłkarskiej wrócili do Mediolanu i połączyli się z klubem z Ardita FC, w wyniku czego powstał klub Ardita Ausonia FC. W 1921 powstał drugi związek piłkarski. C.C.I., w związku z czym mistrzostwa prowadzone osobno dla dwóch federacji. W sezonie 1921/22 zajął 4.miejsce w grupie B Promozione Lombardia (pod egidą F.I.G.C.) W 1922 mistrzostwa obu federacji zostały połączone, w związku z czym klub został zakwalifikowany do Terza Divisione. Po zakończeniu sezonu 1922/23 uplasował się na czwartej pozycji w grupie finałowej Lombardia. W następnym sezonie klub najpierw zwyciężył w grupie E, a potem był drugim w grupie finałowej Lombardia. W ostatnim sezonie 1924/25 w trzeciej dywizji klub zajął szóstą lokatę z ośmiu w grupie A Lombardia i nie zakwalifikował się do finału. Po zakończeniu mistrzostw klub został rozwiązany.

## Sukcesy

### Trofea międzynarodowe
Nie uczestniczył w rozgrywkach europejskich (stan na 31-12-2016).

### Trofea krajowe
| \| \| Zdobyte trofea w rozgrywkach Włoch (stan na: 31-05-2017) \| |                                                          |      |                      |
| Rozgrywki                                                         | Osiągnięcie                                              | Razy | Sezon(y)             |
| · Mistrzostwo                                                     | I miejsce                                                | 0    |                      |
| · Mistrzostwo                                                     | II miejsce                                               | 0    |                      |
| · Mistrzostwo                                                     | III miejsce                                              | 0    |                      |
| · Mistrzostwo                                                     | 9.miejsce                                                | 1    | 1909/10              |
| · Puchar                                                          | zdobywca                                                 | 0    |                      |
| · Puchar                                                          | finalista                                                | 0    |                      |
| II liga                                                           | I miejsce                                                | 0    |                      |
| II liga                                                           | II miejsce                                               | 0    |                      |
| II liga                                                           | III miejsce                                              | 0    |                      |
| II liga                                                           | 4.miejsce                                                | 1    | 1921/22 (lombarda B) |
| Włochy                                                            | Zdobyte trofea w rozgrywkach Włoch (stan na: 31-05-2017) |      |                      |

## Stadion
Klub rozgrywał swoje mecze domowe na boisku piłkarskim Campo Trotter w Mediolanie. Stary Trotter w tym czasie znajdował się w miejscu, gdzie znajduje się dworzec kolejowy Milano Centrale (wtedy północna część Mediolanu).